# Allauch
Allauch település Franciaországban, Bouches-du-Rhône megyében. Lakosainak száma 21 404 fő (2022. január 1.). Allauch Aubagne, Cadolive, Mimet, Peypin, Plan-de-Cuques, Roquevaire, Marseille és Saint-Savournin községekkel határos.

## Népesség
A település népességének változása:
| Lakosok száma | 10 013 | 13 519 | 16 092 | 19 057 | 21 276 | 21 332 | 21 187 | 21 372 | 21 546 | 21 404 |
|               | 1968   | 1982   | 1990   | 2006   | 2013   | 2015   | 2017   | 2019   | 2020   | 2022   |